# Alessio Zdrilich
Alessio Zdrilich (Ospitaletto, 9 marzo 1993) è un rugbista a 15 italiano, seconda/terza linea del Brescia.

## Biografia
Cresciuto nel Rugby Ospitaletto, e frequentata l'Accademia "Ivan Francescato" di Tirrenia, divenne professionista nel 2012 nel Calvisano, con cui ha conquistato quattro campionati nazionali ed un Trofeo Eccellenza. Nel 2016, come permit player fece il suo esordio in Pro12 con le Zebre nella gara contro gli Scarlets.
Dopo aver inizialmente annunciato il ritiro dal rugby professionistico nell'estate del 2019, a dicembre dello stesso anno viene ingaggiato dal Brescia per disputare il campionato di serie B in corso.

### Carriera internazionale
Con la nazionale Under 20 partecipò al Sei Nazioni di categoria nel 2012 e nel 2013 e il mondiale giovanile nel 2012. Nel 2015 prese parte alla Tbilisi Cup con la Nazionale Emergenti.

## Palmarès
- Campionati italiani: 4
Calvisano: 2013-14, 2014-15, 2016-17, 2018-19
- Trofei Eccellenza : 1
Calvisano: 2014-15